# علم تافه

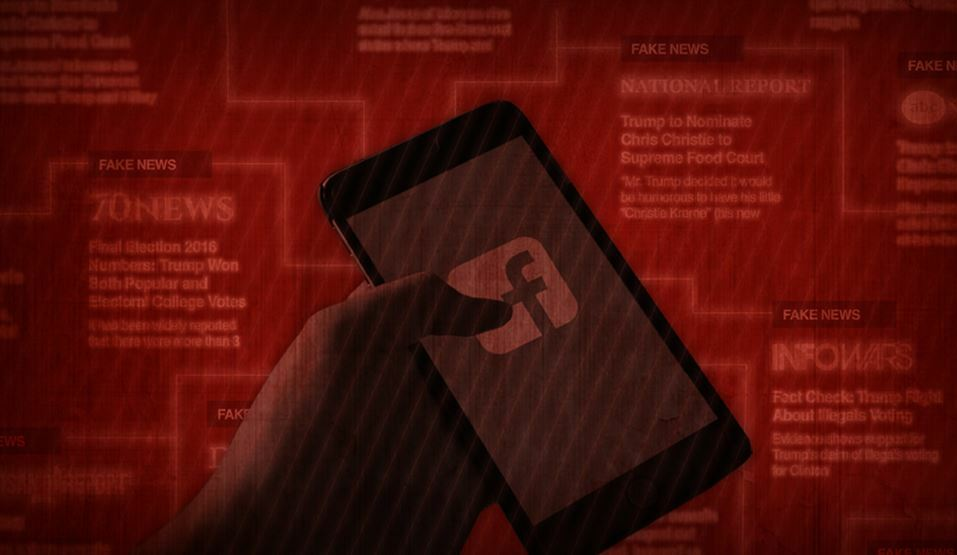

العلم التافه هو تعبير يستخدم في وصف البيانات والبحوث والتحليل العلمية التي تعتبر زائفة أو مزورة. غالبًا ما يتم التذرع بهذا المفهوم في السياقات السياسية والقانونية حيث يكون للوقائع والنتائج العلمية وزن كبير في اتخاذ القرار. عادة ما يحمل دلالة مزعجة مفادها أن البحث كان مدفوعًا بشكل غير مرغوب فيه بدوافع سياسية أو أيديولوجية أو مالية أو غير علمية.
وقد تم تعميم هذا المفهوم في التسعينيات فيما يتعلق بشهادة الخبراء في الدعاوى المدنية. في الآونة الأخيرة، كان التذرع بالمفهوم تكتيكًا لانتقاد البحوث المتعلقة بالآثار الضارة بالبيئة أو الصحة العامة لأنشطة الشركات \، وأحيانًا استجابة لمثل هذا النقد. وقد استخدم هذا المصطلح من قبل مؤيدي كلا الجانبين من هذه المناقشات السياسية. انتقد الكاتب دان أجين في كتابه «العلم التافه» (بالإنكليزية: Junk Science) بقسوة أولئك الذين ينكرون الفرضية الأساسية للاحتباس الحراري،  حين أن ستيفن ميلوي، المعلق السابق في شبكة فوكس الإخبارية، شجب بشكل واسع الأبحاث التي تربط صناعة الوقود الأحفوري بتغير المناخ، على موقعه الإلكتروني junkscience.com.
في بعض السياقات، يستعمل تعبير «العلم التافه» على وصف «علم سليم» لكنه مدفوع بوجهة نظر معينة. تمت ترقية هذا الانقسام بشكل خاص بواسطة ستيفن ميلوي ومركز تقدم العلوم السليمة، ويختلف نوعًا ما عن العلوم الزائفة والعلوم الهامشية.

## التسمية
"العلم التافه" هو تعريب لمصطلح junk science الإنكليزي. ولكلمة junkالعديد من الترجمات إلى العربية منها خردة، زبالة، قمامة، نفاية وحثالة وقاذورات. وبهذا، يمكن ترجمة المصطلح إلى "علم زبالة" أو: علم قاذوري" وإلى ما هناك. أختير تعريب "علم تافه" لأن له نفس المعنى من دون استعمال كلمات شعبية.

## النشأة
يظهر أن عبارة العلم التافه كانت تُستخدم قبل عام 1985. أشار تقرير وزارة العدل الأمريكية لعام 1985 المُعد من قِبل مجموعة عمل سياسة الضرر، إلى أنه:
سيَنتج عن اللجوء إلى هكذا دليل علمي باطل (يُشار إليه عمومًا «بالعلم التافه») علاقة سببية بين أشياء عديدة، لا يمكن تبريرها أو فهمها [العلاقة السببية] في الحقيقة من وجهة نظر الحالة الراهنة للمعرفة العلمية أو الطبية الموثوقة.
في عام 1989، وصّف عالم المناخ جيري ماهلمان (مدير المختبر الجيوفيزيائي لديناميكيات السوائل) النظرية التي تقول بأن الاحتباس الحراري كان بسبب التباينات في الدورة الشمسية (الواردة في كتاب وجهات نظر علمية حول مشكلة غازات الدفيئة لفريدريك سيتز وآخرين) بأنها «علم تافه صارخ».

نشر بيتر دبليو.هابر المصطلح الخاص بالدعوى القضائية في كتابه لعام 1991 انتقام غاليليو: علم تافه في قاعة المحكمة. استُشهد بالكتاب في أكثر من 100 نص ومرجع قانوني؛ ونتيجة لذلك، تذكر بعض المصادر هابر على أنه أول من صاغ المصطلح. بحلول عام 1997، دخل المصطلح في معجم المصطلحات القانونية كما ظهر في فتوى قاضي المحكمة العليا الأمريكية جون بول ستيفنز:
مثالٌ عن «العلم التافه» - الذي يجب استبعاده كدليل موثوق وفق معايير دوبرت - هو شهادة عالم الفراسة في المحكمة، الذي سيزعم بأنه أثبت الخطورة المستقبلية للمدعى عليه بناءً على معالم جمجمته.
لاحقًا، وضعت محاكم دنيا توجيهات لتحديد العلم التافه، مثل فتوى قاضي محكمة استئنافات الدائرة السابعة في الولايات المتحدة إيستربروك عام 2005:
لا يمكن الحصول على تقارير إيجابية متسقة حول طريقة مغنطة الماء؛ إضافة إلى ذلك، يُعد غياب التفسير الفيزيائي لأي تأثير من السمات المميزة للعلم التافه.
يدل العنوان الفرعي لكتاب هابر، علم تافه في قاعة المحكمة، على أن تركيزه كان على استخدام أو إساءة استخدام شهادة الخبير في الدعاوي المدنية. ذُكر مثال بارز في الكتاب عن دعوى قضائية حول الاحتكاك العادي في ظل انتشار الإيدز. سعت مدرسة المقاطعة في كاليفورنيا لمنع فتى صغير مصاب بالإيدز، راين توماس، من الالتحاق بدار الحضانة. قدمت المدرسة شاهدًا خبيرًا، ستيفن أرمنتروت، شهد بأنه ثمة امكانية لانتقال الإيدز إلى زملاء المدرسة من خلال «نواقل» لم تُكتشف بعد. على أي حال، شهد خمس خبراء لصالح توماس بأن الإيدز لا ينتقل من خلال الاحتكاك العادي وأقرت المحكمة حكم «العلم الراسخ» (كما دعاه هابر) ورفضت حجة أرمنتروت.

في عام 1999، دعا بول إرليخ  وآخرون إلى سياسات عامة لدعم انتشار المعرفة العلمية البيئية السليمة وردع العلم التافه:
تُقدم تقارير اللجنة الدولية للتغيرات المناخية ترياقًا مضادًا للعلم التافه عن طريق إظهار توافق الآراء الحالي فيما يتعلق بتوقعات التغير المناخي، من خلال تبيان أوجه عدم اليقين ومن خلال وصف المنافع والكلف المحتملة لسياسات التصدي للتغير المناخي.
في دراسة لعام 2003 حول تغيرات النشاط البيئي في حديقة غلاسير الوطنية (تاج القارة البيئي)، أشار بيدينوسكي إلى أنه يمكن للعلم التافه، بتحريفه للمعطيات وفق المصلحة الخاصة، إضعاف الثقة العامة بمعطيات العلم الحقيقي التي يسهل الدفاع عن صحتها ويضعف موثوقية جميع الأبحاث.

أكد دان آغين في كتابه «العلم التافه» عام 2006، على سببين رئيسيين للعلم التافه: الاحتيال والجهل. في الحالة الأولى، ناقش آغين نتائج مزورة في عملية تطوير ترانزستورات عضوية:
فيما يتعلق بإدراك العلم التافه، الجانب المهم هو أن مخابر بيل ومجتمع الفيزياء العالمي على حد سواء كانا مخدوعين لحين ملاحظة أحد ما أن تسجيلات التشويش التي نُشرت من قِبل جان هندريك شون في عدة أوراق بحثية كانت متطابقة – وهو أمر مستحيل فيزيائيًا.
في الحالة الثانية، يذكر مثالًا يبين الجهل في المبادئ الاحصائية في الصحافة الموجهة للعامة:
بما أنه لا يوجد هناك إثبات ممكن [بأن الطعام المعدل جينيًا هو مضر]، فقد كانت المقالة التي نُشرت في دورية نيويورك تايمز «سجلًا سيئًا» ضد وزارة الزراعة الأمريكية – سجل سيئ مبني على مُعتقد خاص بالعلم التافه بأنه من الممكن إثبات فرضية منعدمة.
يطلب آغين من القراء الابتعاد عن التعابير المنمقة، مثل «كيفية تصنيف الأشياء لا يجعل من العلم علمًا تافهًا». في مكانه، يقترح بأن العلم التافه هو في النهاية دافع وراء الرغبة بإخفاء الحقائق غير المرغوبة عن العامة.

## روابط خارجية
- Skeptical inquiry على مشروع الدليل المفتوح
- مشروع المعرفة العلمية والسياسة العامة (SKAPP) DefendingScience.org
- Michaels، David (يونيو 2005). "Doubt is Their Product". ساينتفك أمريكان: 96–101. مؤرشف من الأصل في 2007-09-27. اطلع عليه بتاريخ 2008-06-03.
- Baba، Annamaria؛ Cook، Daniel M.؛ McGarity، Thomas O.؛ Bero، Lisa A. (يوليو 2005). "Legislating 'Sound Science': The Role of the Tobacco Industry". American Journal of Public Health. ج. 95 ع. 1: 20–27. DOI:10.2105/AJPH.2004.050963. PMID:16030333. مؤرشف من الأصل في 2008-10-24. اطلع عليه بتاريخ 2008-06-03.
- Michaels، David؛ Monforton، Celeste (يوليو 2005). "Manufacturing Uncertainty: Contested Science and the Protection of the Public's Health & Environment". American Journal of Public Health. ج. 95 ع. 1: 39–48. DOI:10.2105/AJPH.2004.043059. PMID:16030337. مؤرشف من الأصل في 2008-12-12. اطلع عليه بتاريخ 2008-06-03.
- Yach، Derek؛ Aguinaga Bialous، Stella (نوفمبر 2001). "Junking Science to Promote Tobacco" (PDF). American Journal of Public Health. ج. 91 ع. 11: 1745–8. DOI:10.2105/ajph.91.11.1745. PMC:1446867. PMID:11684592. مؤرشف من الأصل (PDF) في 2009-02-27. اطلع عليه بتاريخ 2008-06-03.
- Thacker، Paul D. (11 مايو 2005). "The Junkman Climbs to the Top". Environmental Science & Technology. مؤرشف من الأصل في 2005-06-20. اطلع عليه بتاريخ 2017-08-07.
- طقم كشف بالوني (10 أسئلة يجب أن نطرحها عند مواجهة مطالبة بالعلم الزائف)